# Jeannie de Clarens
Jeannie Yvonne Ghislaine de Clarens, född Rousseau 1 april 1919, död 23 augusti 2017, var en spion för de allierade i Frankrike under andra världskriget. Hon var en del i Georges Lamarques nätverk Druiderna och arbetade under kodnamnet Amniarix. Hon skickade tyska krigshemligheter till London, främst information om utvecklingen av V-1- och V-2-bomberna. Den informationen fick den brittiske premiärministern Winston Churchill att bomba Peenemünde där de tillverkades.

## Innan kriget
Jeannie Rousseau föddes 1919 i Saint-Brieuc som enda barn till Jean Rousseau och hans hustru Marie, född Le Charpentier. Rousseau hade deltagit i första världskriget och arbetade på det franska utrikesdepartementet. Hennes far ska inte ha pratat med henne innan hon var 12-13 år då han ansåg att hon nog inte hade något att säga värt lyssna på innan.
Jeannie Rousseau studerade språk, bland annat tyska, vid Sciences Po och tog examen 1939. Jeannie Rousseau ska ha haft fotografiskt minne. När kriget bröt ut flyttade familjen till Dinard.

## Under kriget
När tyskarna kom till Dinard ville stadsledningen ha frivilliga som kunde tala tyska. de Clarens far erbjöd dem sin dotter. Tyskarna uppskattade att ha någon att prata med. I september 1940 kom en man från grannstaden och undrade om hon inte kunde vidarebefordra allt som hon pratade med tyskarna om. de Clarens tvekade inte att göra det.
I januari 1941 tillfångatogs hon av Gestapo då de misstänkte henne för att vara spion. Hon släpptes på grund av bristande bevisning och för att ”hennes” tyska officerare insisterade på att hon omöjligt kunde vara en spion. Hon beordrades dock att lämna staden.
Jeannie de Clarens flyttade till Paris och fick jobb som tolk på en industri som tillverkade krigsmaterial. Det gjorde att hon nästan dagligen kom i kontakt med tyska officerare. Hon fick tag på mycket information, men hade ingenstans att skicka det vidare.
Samma år som hon flyttade till Paris träffade de Clarens Georges Lamaque på tåget från Paris till Vichy. Lamaque var matematikprofessor vid universitetet i Paris där de Clarens studerat och kom ihåg att de Clarens var bra på tyska. Han frågade om hon ville bli en del av hans lilla grupp av spioner. de Clarens sa ja och hon fick kodnamnet Amniarix.
Någon gång under 1943 fick de Clarens nys om ett speciellt vapen som utvecklades i östra Tyskland. De tyska officerarna som hon kände brukade umgås på Avenue Hoche om kvällarna och de brukade bjuda in de Clarens. Där pratade de öppet om det mesta, även om de sällan pratade direkt med de Clarens om vad de arbetade med för stunden. Hon hade, som hon själv sa i en intervju 1998, blivit en del av möblemanget. En kväll, efter att de Clarens påstått en gång för mycket att det där vapnet som de pratade om inte kunde existera, visade en av officerarna henne dokumentation på vapenutvecklingen. Efteråt gick de Clarens till 26 Rue Fabert, Lamarques gömställe, och skrev ner allt på samma sätt som hon gjorde varje kväll.
I september 1943 hade hon tillräckligt med information för att skicka en rapport till London. Informationen nådde den brittiska premiärministern Winston Churchill bara dagar efter den kommit till London och hjälpte till att övertyga honom att attackera Peenemünde. Rapporten finns dokumenterad i boken "The Wizard War," av Reginald V. Jones.
de Clarens fortsatte att skicka information. Hon gjorde bland annat resor till Tyskland och rapporterade allt hon såg och hörde. I Storbritannien var de så imponerade av henne att de beslöt att hämta henne från Frankrike och de ordnade en båt till henne som skulle avgå från Tréguier kort innan Dagen D. Den franska agent som skulle hjälpa henne blev dock tillfångatagen och när de Clarens kom till mötesplatsen var det fullt av tyska soldater där och hon tillfångatogs.

## Slutet av kriget
de Clarens togs till fängelset i Rennes. Det var samma fängelse dit hon förts i början av kriget, men då hon nu lagfördes under ett annat namn, Madeleine Chaufeur, var det ingen som visste om det. de Clarens hävdade sin oskuld och hittade på en historia om att de två dussin par nylonstrumpor hon hade haft med sig för att ge som presenter till britterna egentligen var tänkta att säljas på svarta marknaden.
Jeannie de Clarens förflyttades till ett koncentrationsläger för kvinnor i Ravensbrück i augusti 1944. I hennes papper stod namnet Madeleine Chaufeur och att hon var spion, men då dessa hade skickats i förväg gav de Clarens vakterna sitt riktiga namn. Vakterna brydde sig inte om att reda ut det, och det kom aldrig fram att hon var spion. Tillsammans med 500 andra fångar skickades hon dock snart till Torgau där de beordrades att tillverka ammunition. Hon vägrade och citerade Genèvekonventionen. På grund av detta skickades hon tillbaka till Ravensbrück, men där fanns inga papper om någon Jeannie Rousseau. Med eller utan papper, så tyckte tyskarna att det var bäst att göra sig av med henne och skickade henne denna gång till ett läger i Königsberg. Där fick hon arbeta i snön med nästan ingen mat. De duschade också fångarna nakna, utomhus, varje morgon.
I Königsberg började de Clarens samla in alla sina medfångars namn i hopp om att det skulle höja moralen samt att få världen utanför att veta om att de levde. På något vis lyckades listan med namn komma till Röda Korset i Schweiz.
de Clarens lyckades fly från Königsberg. Hon och två kamrater gömde sig på en lastbil som skulle ta tyfussjuka kvinnor till gaskammaren i Ravensbrück. De reste i två dagar utan mat, men lyckades komma osedda av lastbilen när den kom fram till Ravensbrück. De gömde sig i barack 22 där de visste at de franska fångarna hölls i en natt, sen gick de vidare till baracken där de polska fångarna hölls och stannade där flera dagar tills någon skvallrade på dem.
De tre kvinnorna förhördes och sattes i isolering och hårt arbete. Vid två tillfällen kom Röda Korset för att hämta fångar från lägret. Båda gångerna fanns de Clarens namn på listorna tack vare att hon smugglat ut det från Königsberg. Första gången lät inte fångvaktarna henne gå, men andra gången gick de med på det.
de Clarens, som hade fått tuberkulos vid den här tiden och bara vägde runt 30 kg, sattes på en svensk buss till Danmark tillsammans med sina två vänner. I Danmark bytte de till tåg, och till sist en båt till Sverige.

## Efter kriget
de Clarens behandlades för sin tuberkulos i Sverige och efter en lungoperation vårdades hon i de franska bergen. Där mötte hon sin framtida man, Henri de Clarens, som varit fånge i både Buchenwald och Auschwitz. Henri de Clarens arbetade på bank. Paret gifte sig och fick två barn, en son och en dotter. Henri de Clarens dog 1995
Jeannie de Clarens jobbade som tolk för FN och andra internationella organisationer efter kriget. I oktober 1993 hedrades hos av CIA vid en ceremoni för hjältar under andra världskriget och tilldelades Agency Seal Medal.
År 1998 gav hon en intervju, men annars har hon talat väldigt lite om kriget och vad hon gjorde under de åren.
Jeannie de Clarens dog den 23 augusti 2017 i Montaigu i Frankrike.